# Eleições municipais no Brasil em 1982
As eleições municipais no Brasil em 1982 ocorreram em 15 de novembro. Estavam aptos a votar aproximadamente 58 milhões de eleitores e havia 4.103 municípios no país, a maioria dos quais escolheu os prefeitos que administrariam tais cidades a partir de 1º de fevereiro de 1983 e cujos sucessores seriam eleitos em 1988. Foi a última eleição realizada sob a égide do Regime Militar de 1964 e a única realizada no governo João Figueiredo no mesmo dia em que foram realizadas eleições diretas para governador e para o Congresso Nacional.

## Abrangência do pleito
Previstas para 15 de novembro de 1980, quando seriam escolhidos os sucessores dos prefeitos, vice-prefeitos e vereadores eleitos em 1976, as eleições foram adiadas devido à aprovação da Emenda Constitucional n.º 14, do deputado Anísio de Sousa (PDS-GO). Mediante imposição legal, houve municípios onde o pleito restringiu-se aos vereadores, pois nas capitais dos estados, áreas de segurança nacional, instâncias hidrominerais e municípios de territórios federais o titular do Poder Executivo era escolhido pelo governador: nas capitais de estado e estâncias hidrominerais a nomeação dependia da Assembleia Legislativa e nas áreas de segurança nacional era necessária a concordância do presidente da República. Em todo o país, somente Brasília, Aripuanã e Vila dos Remédios não realizaram eleições.
Somente em 1985 houve eleições nos municípios mencionados nas categorias acima e nos criados até 15 de maio daquele ano.

## Resultado das eleições

### Prefeitos eleitos em 1982
| Unidade federativa  | PDS    | PMDB   | PDT   | PTB   | PT    | Capitais | ASN   | EH    | MTF   | Total |
| ------------------- | ------ | ------ | ----- | ----- | ----- | -------- | ----- | ----- | ----- | ----- |
| Acre                |        |        |       |       |       | 1        | 11    |       |       | 12    |
| Alagoas             | 81     | 14     |       |       |       | 1        |       |       |       | 96    |
| Amapá               |        |        |       |       |       |          |       |       | 5     | 5     |
| Amazonas            | 38     | 11     |       |       |       | 1        | 9     |       |       | 59    |
| Bahia               | 282    | 41     |       |       |       | 1        | 10    | 2     |       | 336   |
| Ceará               | 136    | 4      |       |       |       | 1        |       |       |       | 141   |
| Espírito Santo      | 25     | 31     |       |       |       | 1        |       |       |       | 57    |
| Goiás               | 58     | 183    |       |       |       | 1        | 1     | 1     |       | 244   |
| Maranhão            | 124    | 5      |       |       | 1     | 1        | 1     |       |       | 132   |
| Mato Grosso         | 37     | 16     |       |       |       | 1        | 3     |       |       | 57    |
| Mato Grosso do Sul  | 32     | 18     |       |       |       | 1        | 13    |       |       | 64    |
| Minas Gerais        | 460    | 248    |       |       |       | 1        |       | 13    |       | 722   |
| Pará                | 48     | 30     |       |       |       | 1        | 7     | 1     |       | 87    |
| Paraíba             | 134    | 36     |       |       |       | 1        |       |       |       | 171   |
| Paraná              | 126    | 172    |       |       |       | 1        | 11    |       |       | 310   |
| Pernambuco          | 128    | 38     |       |       |       | 1        |       |       |       | 167   |
| Piauí               | 102    | 11     |       |       |       | 1        | 1     |       |       | 115   |
| Rio de Janeiro      | 27     | 29     | 2     | 2     |       | 1        | 3     |       |       | 64    |
| Rio Grande do Norte | 114    | 36     |       |       |       | 1        |       |       |       | 151   |
| Rio Grande do Sul   | 122    | 78     | 18    |       |       | 1        | 25    |       |       | 244   |
| Rondônia            | 9      |        |       |       |       | 1        | 3     |       |       | 13    |
| Roraima             |        |        |       |       |       |          |       |       | 8     | 8     |
| Santa Catarina      | 130    | 62     |       |       |       | 1        | 6     |       |       | 199   |
| São Paulo           | 249    | 308    | 2     | 5     | 1     | 1        | 5     |       |       | 571   |
| Sergipe             | 69     | 04     |       |       |       | 1        |       |       |       | 74    |
| Total               | 2.533  | 1.377  | 22    | 7     | 2     | 23       | 109   | 17    | 13    | 4.103 |
| Percentual          | 61,73% | 33,56% | 0,54% | 0,17% | 0,05% | 0,56%    | 2,66% | 0,41% | 0,32% | 100%  |
| Fontes:             |        |        |       |       |       |          |       |       |       |       |

## Eleições apenas para vereador

### Capitais sem eleição majoritária
Vinte e três municípios compunham esta categoria graças ao efeito supressor do Ato Institucional Número Três: Aracaju, Belém, Belo Horizonte, Campo Grande, Cuiabá, Curitiba, Florianópolis, Fortaleza, Goiânia, João Pessoa, Maceió, Manaus, Natal, Porto Alegre, Porto Velho, Recife, Rio Branco, Rio de Janeiro, Salvador, São Luís, São Paulo, Teresina, Vitória.

### Áreas de segurança nacional
O conceito de área de segurança nacional surgiu no governo Costa e Silva ao qual coube editar lei disciplinando o tema e instalar os primeiros sessenta e oito municípios regidos pela mesma em 1968. Tal número seria elevado ao longo de todo o ciclo militar até que a maioria destes perdeu tal condição no governo João Figueiredo.
| Unidade federativa | Área de segurança nacional sob a Lei n.º 5.449 de 4 de junho de 1968 |
| ------------------ | --- |
| Acre               | Brasiléia, Cruzeiro do Sul, Feijó, Sena Madureira, Xapuri |
| Amazonas           | Atalaia do Norte, Barcelos, Benjamin Constant, Ipixuna, Japurá, Santa Isabel do Rio Negro, Santo Antônio do Içá, São Gabriel da Cachoeira, São Paulo de Olivença |
| Bahia              | Paulo Afonso, São Francisco do Conde |
| Mato Grosso        | Cáceres, Vila Bela da Santíssima Trindade |
| Mato Grosso do Sul | Amambai, Antônio João, Bela Vista, Caracol, Corumbá, Iguatemi, Ponta Porã, Porto Murtinho |
| Pará               | Almeirim, Óbidos, Oriximiná |
| Paraná             | Barracão, Capanema, Foz do Iguaçu, Guaíra, Marechal Cândido Rondon, Medianeira, Pérola d'Oeste, Planalto, Santo Antônio do Sudoeste, São Miguel do Iguaçu |
| Rio de Janeiro     | Duque de Caxias |
| Rio Grande do Sul  | Alecrim, Bagé, Crissiumal, Dom Pedrito, Herval, Horizontina, Itaqui, Jaguarão, Porto Lucena, Porto Xavier, Quaraí, Rio Grande, Santa Vitória do Palmar, Santana do Livramento, São Borja, São Nicolau, Tenente Portela, Três Passos, Tucunduva, Tuparendi, Uruguaiana |
| Santa Catarina     | Descanso, Dionísio Cerqueira, Itapiranga, São José do Cedro, São Miguel do Oeste |
| São Paulo          | Cubatão, São Sebastião |
| Fontes:            | |

| Unidade federativa | Área de segurança nacional sob o Decreto-Lei n.º 435 de 24 de janeiro de 1969 |
| ------------------ | ----------------------------------------------------------------------------- |
| Rio Grande do Sul  | Canoas, Osório, Tramandaí                                                     |
| Fontes:            |                                                                               |

| Unidade federativa | Área de segurança nacional sob o Decreto-Lei n.º 672 de 3 de julho de 1969 |
| ------------------ | -------------------------------------------------------------------------- |
| Rio de Janeiro     | Angra dos Reis                                                             |
| Fontes:            |                                                                            |

| Unidade federativa | Área de segurança nacional sob o Decreto-Lei n.º 865 de 12 de setembro de 1969 |
| ------------------ | ------------------------------------------------------------------------------ |
| São Paulo          | Santos                                                                         |
| Fontes:            |                                                                                |

| Unidade federativa | Área de segurança nacional sob o Decreto-Lei n.º 866 de 12 de setembro de 1969 |
| ------------------ | ------------------------------------------------------------------------------ |
| Pará               | Santarém                                                                       |
| Fontes:            |                                                                                |

| Unidade federativa | Área de segurança nacional sob o Decreto-Lei n.º 894 de 26 de setembro de 1969 |
| ------------------ | ------------------------------------------------------------------------------ |
| Mato Grosso do Sul | Ladário                                                                        |
| Fontes:            |                                                                                |

| Unidade federativa | Área de segurança nacional sob o Decreto-Lei n.º 1.105 de 20 de maio de 1970 |
| ------------------ | ---------------------------------------------------------------------------- |
| Mato Grosso do Sul | Três Lagoas                                                                  |
| São Paulo          | Castilho, Paulínia                                                           |
| Fontes:            |                                                                              |

| Unidade federativa | Área de segurança nacional sob o Decreto-Lei n.º 1.131 de 30 de outubro de 1970 |
| ------------------ | ------------------------------------------------------------------------------- |
| Pará               | Altamira, Itaituba, Marabá                                                      |
| Fontes:            |                                                                                 |

| Unidade federativa | Área de segurança nacional sob o Decreto-Lei n.º 1.170 de 10 de maio de 1971 |
| ------------------ | ---------------------------------------------------------------------------- |
| Paraná             | Santa Helena                                                                 |
| Fontes:            |                                                                              |

| Unidade federativa | Área de segurança nacional sob o Decreto-Lei n.º 1.183 de 22 de julho de 1971 |
| ------------------ | ----------------------------------------------------------------------------- |
| Rio Grande do Sul  | Roque Gonzales                                                                |
| Fontes:            |                                                                               |

| Unidade federativa | Área de segurança nacional sob o Decreto-Lei n.º 1.225 de 22 de junho de 1972 |
| ------------------ | ----------------------------------------------------------------------------- |
| Bahia              | Camaçari, Candeias, Lauro de Freitas, Simões Filho                            |
| Fontes:            |                                                                               |

| Unidade federativa | Área de segurança nacional sob o Decreto-Lei n.º 1.229 de 5 de julho de 1972 |
| ------------------ | ---------------------------------------------------------------------------- |
| Santa Catarina     | Guaraciaba                                                                   |
| Fontes:            |                                                                              |

| Unidade federativa | Área de segurança nacional sob o Decreto-Lei n.º 1.230 de 5 de julho de 1972 |
| ------------------ | ---------------------------------------------------------------------------- |
| Acre               | Tarauacá                                                                     |
| Fontes:            |                                                                              |

| Unidade federativa | Área de segurança nacional sob o Decreto-Lei n.º 1.272 de 29 de maio de 1973 |
| ------------------ | ---------------------------------------------------------------------------- |
| Maranhão           | São João dos Patos                                                           |
| Piauí              | Guadalupe                                                                    |
| Fontes:            |                                                                              |

| Unidade federativa | Área de segurança nacional sob o Decreto-Lei n.º 1.273 de 29 de maio de 1973 |
| ------------------ | ---------------------------------------------------------------------------- |
| Rio de Janeiro     | Volta Redonda                                                                |
| Fontes:            |                                                                              |

| Unidade federativa | Área de segurança nacional sob o Decreto-Lei n.º 1.284 de 28 de agosto de 1973 |
| ------------------ | ------------------------------------------------------------------------------ |
| Goiás              | Anápolis                                                                       |
| Fontes:            |                                                                                |

| Unidade federativa | Área de segurança nacional sob o Decreto-Lei n.º 1.316 de 12 de março de 1974 |
| ------------------ | ----------------------------------------------------------------------------- |
| Bahia              | Casa Nova, Pilão Arcado, Remanso, Sento Sé                                    |
| Fontes:            |                                                                               |

| Unidade federativa | Área de segurança nacional sob o Decreto-Lei n.º 1.480 de 9 de setembro de 1976 |
| ------------------ | ------------------------------------------------------------------------------- |
| Mato Grosso        | Mirassol d'Oeste                                                                |
| Mato Grosso do Sul | Aral Moreira, Eldorado, Mundo Novo                                              |
| Fontes:            |                                                                                 |

| Unidade federativa | Área de segurança nacional sob o Decreto-Lei n.º 1.481 de 9 de setembro de 1976 |
| ------------------ | ------------------------------------------------------------------------------- |
| Acre               | Assis Brasil, Mâncio Lima, Manoel Urbano, Plácido de Castro, Senador Guiomard   |
| Fontes:            |                                                                                 |

### Estâncias hidrominerais
A figura dos municípios considerados estâncias hidrominerais foi prevista na Lei n.º 2.661 de 3 de dezembro de 1955 e nessa categoria estavam as localidades assim definidas em lei estadual e que dispusessem de fontes d'águas termais ou minerais, naturais, exploradas segundo os dispositivos previstos em legislação.
| Unidade federativa | Estâncias hidrominerais no estado |
| ------------------ | --- |
| Bahia              | Cipó, Itaparica |
| Goiás              | Caldas Novas |
| Minas Gerais       | Araxá, Caldas, Cambuquira, Carangola, Caxambu, Jacutinga, Lambari, Monte Sião, Passa Quatro, Patrocínio, Poços de Caldas, São Lourenço, Tiradentes |
| Pará               | Salinópolis |
| Fontes:            | |

### Municípios de territórios
| Unidade federativa | Municípios de territórios federais ao tempo das eleições de 1982                            |
| ------------------ | ------------------------------------------------------------------------------------------- |
| Amapá              | Amapá, Calçoene, Macapá, Mazagão, Oiapoque                                                  |
| Roraima            | Alto Alegre, Boa Vista, Bonfim, Caracaraí, Mucajaí, Normandia, São João da Baliza, São Luiz |
| Fontes:            |                                                                                             |

## Autonomia política restaurada
Durante o mandato dos demais prefeitos eleitos em 1982, as áreas de segurança nacional recuperaram sua autonomia plena, medida efetivada com a eleição e posse dos sucessores.

### Em 1983
| Unidade federativa | Casos singulares envolvendo três municípios do estado de Rondônia |
| ------------------ | ----------------------------------------------------------------- |
| Rondônia           | Colorado do Oeste, Costa Marques, Guajará-Mirim                   |
| Fontes:            |                                                                   |

| Unidade federativa | Autonomia política restituída sob o Decreto-Lei n.º 2.050 de 2 de agosto de 1983 |
| ------------------ | -------------------------------------------------------------------------------- |
| São Paulo          | Santos                                                                           |
| Fontes:            |                                                                                  |

### Em 1984
| Unidade federativa | Autonomia política restituída sob o Decreto-Lei n.º 2.183 de 19 de dezembro de 1984 |
| ------------------ | --- |
| Acre               | Cruzeiro do Sul, Feijó, Mâncio Lima, Manoel Urbano, Sena Madureira, Senador Guiomard, Tarauacá, Xapuri                                                                                               |
| Amazonas           | Barcelos, Ipixuna, Japurá, Santa Isabel do Rio Negro, Santo Antônio do Içá, São Gabriel da Cachoeira, São Paulo de Olivença                                                                          |
| Bahia              | Casa Nova, Lauro de Freitas, Paulo Afonso, Pilão Arcado, Remanso, São Francisco do Conde, Sento Sé, Simões Filho                                                                                     |
| Maranhão           | São João dos Patos |
| Mato Grosso        | Cáceres, Mirassol d'Oeste, Vila Bela da Santíssima Trindade |
| Mato Grosso do Sul | Amambai, Antônio João, Aral Moreira, Caracol, Eldorado, Iguatemi, Mundo Novo, Três Lagoas |
| Pará               | Almeirim, Altamira, Itaituba, Marabá, Óbidos, Oriximiná, Santarém |
| Paraná             | Capanema, Marechal Cândido Rondon, Medianeira, Pérola d'Oeste, Planalto, Santa Helena, Santo Antônio do Sudoeste, São Miguel do Iguaçu                                                               |
| Piauí              | Guadalupe |
| Rio Grande do Sul  | Alecrim, Bagé, Crissiumal, Dom Pedrito, Herval, Horizontina, Osório, Rio Grande, Roque Gonzales, Santa Vitória do Palmar, São Nicolau, Tenente Portela, Tramandaí, Três Passos, Tucunduva, Tuparendi |
| Santa Catarina     | Descanso, Guaraciaba, Itapiranga, São José do Cedro, São Miguel do Oeste |
| São Paulo          | Castilho, São Sebastião |
| Fontes:            | |

### Em 1985
| Unidade federativa | Autonomia política restituída sob a Lei n.º 7.303 de 1º de abril de 1985 |
| ------------------ | ------------------------------------------------------------------------ |
| Goiás              | Anápolis                                                                 |
| Fontes:            |                                                                          |

| Unidade federativa | Autonomia política restituída sob a Lei n.º 7.308 de 15 de abril de 1985 |
| ------------------ | ------------------------------------------------------------------------ |
| Rio Grande do Sul  | Canoas                                                                   |
| Fontes:            |                                                                          |

### Restrições remanescentes
| Unidade federativa | Área de segurança nacional remanescentes em 15 de novembro de 1985                                 |
| ------------------ | -------------------------------------------------------------------------------------------------- |
| Acre               | Assis Brasil, Brasiléia, Plácido de Castro                                                         |
| Amazonas           | Atalaia do Norte, Benjamin Constant                                                                |
| Bahia              | Camaçari, Candeias                                                                                 |
| Mato Grosso do Sul | Bela Vista, Corumbá, Ladário, Ponta Porã, Porto Murtinho                                           |
| Paraná             | Barracão, Foz do Iguaçu, Guaíra                                                                    |
| Rio de Janeiro     | Angra dos Reis, Duque de Caxias, Volta Redonda                                                     |
| Rio Grande do Sul  | Itaqui, Jaguarão, Porto Lucena, Porto Xavier, Quaraí, Santana do Livramento, São Borja, Uruguaiana |
| São Paulo          | Cubatão, Paulínia                                                                                  |
| Santa Catarina     | Dionísio Cerqueira                                                                                 |
| Fontes:            | |